# 北海道道419号大正停車場線
北海道道419号大正停車場線（ほっかいどうどう419ごう たいしょうていしゃじょうせん）は、北海道帯広市を結ぶ一般道道である。

## 概要

### 路線データ
- 起点：北海道帯広市大正町基線（旧国鉄 広尾線 大正駅跡）
- 終点：北海道帯広市大正本町西1条3丁目（国道236号交点）
- 総距離：0.2 km

## 歴史
- 1961年（昭和36年）3月31日 - 路線認定[1]。

## 地理

### 通過する自治体
- 十勝総合振興局
  - 帯広市

### 主な接続道路
帯広市
- 国道236号 - 大正本町西1条3丁目（終点）